# イヴリー＝ル＝タンプル
イヴリー＝ル＝タンプル （Ivry-le-Temple）は、フランス、オー＝ド＝フランス地域圏、オワーズ県のコミューン。

## 由来
コミューンの名はラテン語でIuriacum（1186年）、Euriacum（1209年）、Symon Faber de Ivri（1211年）、1237年にAper Iuriacum juxta Hanovillam(« à Ivry près d'Hénonville »、エノンヴィル近くのイヴリー) 、Milicie templi de Yvriaco(« temple militaire d'Ivry »、イヴリーのテンプル軍団、1245年）、1247年にPetrus de Ivriaco(Pierre d'Ivry) 、Fratres ordinis milicie templi de Yvriaco in vulgassino francie（1300年）、Preceptor de Yvriaco Sancti Johannis de Jherosolime（1337年）、L'ospital d'Ivry-le-Temple（1373年、ハンセン病患者を収容する病院が1160年から1750年代まであったことを示唆している）、Ivry-le-Temple（1483年） 、18世紀にはIvry-la-Commanderieとも呼ばれた。
イヴリーという地名にタンプルが付くのは、この地にテンプル騎士団のコマンドリーであるコマンドリー・ド・サン＝ジャックが1200年代に設立されていたからである。

## 歴史
テンプル騎士団は1200年代にイヴリーにコマンドリーを所有していた。テンプル騎士団が解散させられた後、不動産は聖ヨハネ騎士団のコマンドリーとなった。残っているものは何もないが、農場がコマンドリーに建設されていた。
1906年に建設された鉄道駅は、1933年に操業を停止し、現在は住居として使われている。
1902年、イヴリーにおいてパリ氏が、ナクル・ブランシュ、フランシュとも呼ばれた真珠の工房を開いた。タンプリエ通り65番にこの工房はあったが、1938年に閉めている。

## 人口統計
| 1962年 | 1968年 | 1975年 | 1982年 | 1990年 | 1999年 | 2004年 | 2014年 |
| ------ | ------ | ------ | ------ | ------ | ------ | ------ | ------ |
| 402    | 483    | 506    | 588    | 598    | 658    | 647    | 693    |

参照元:1962年から1999年までは複数コミューンに住所登録をする者の重複分を除いたもの。それ以降は当該コミューンの人口統計によるもの。1999年までEHESS/Cassini、2006年以降INSEE。

## ギャラリー

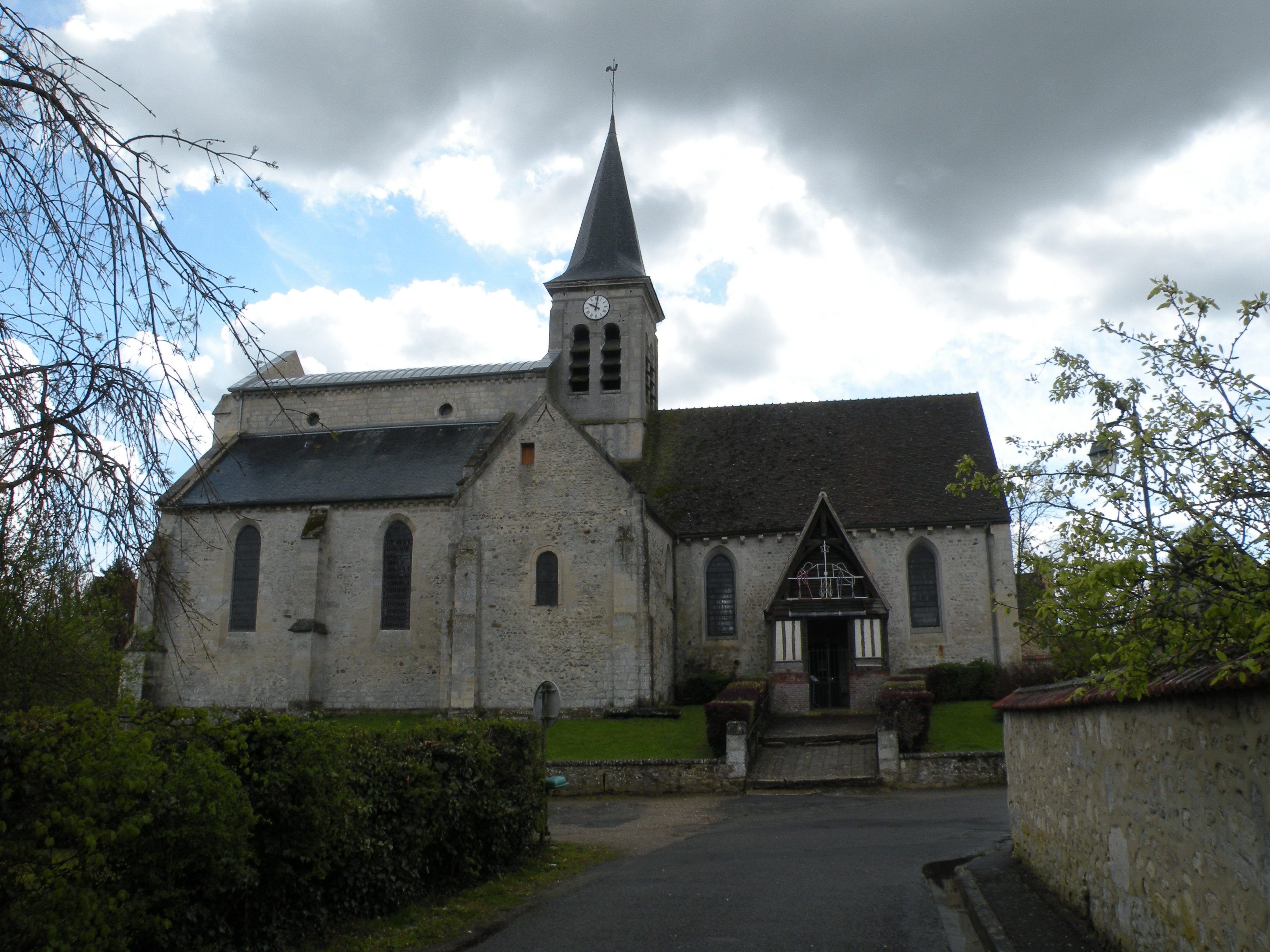
教会
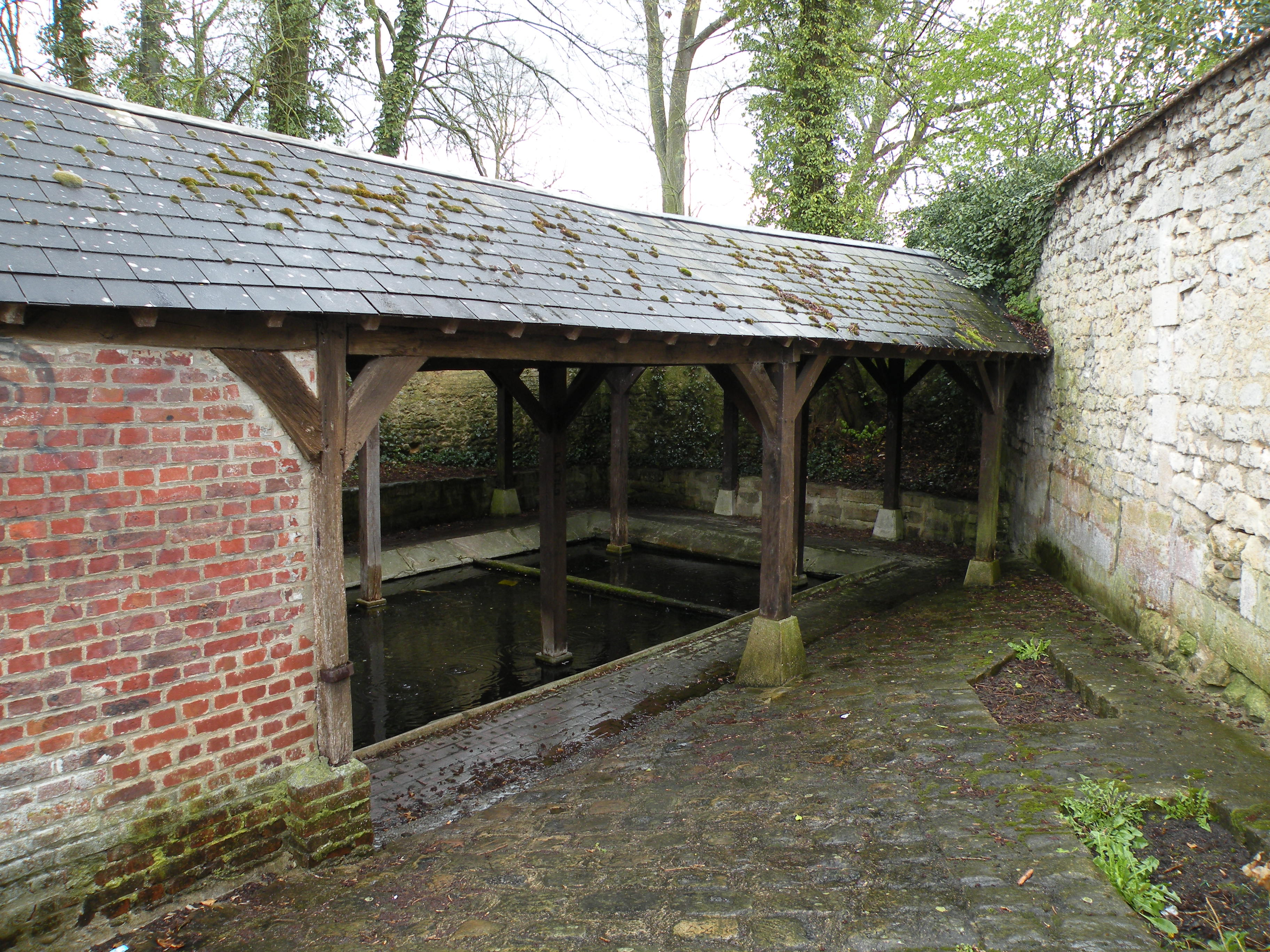
洗濯場
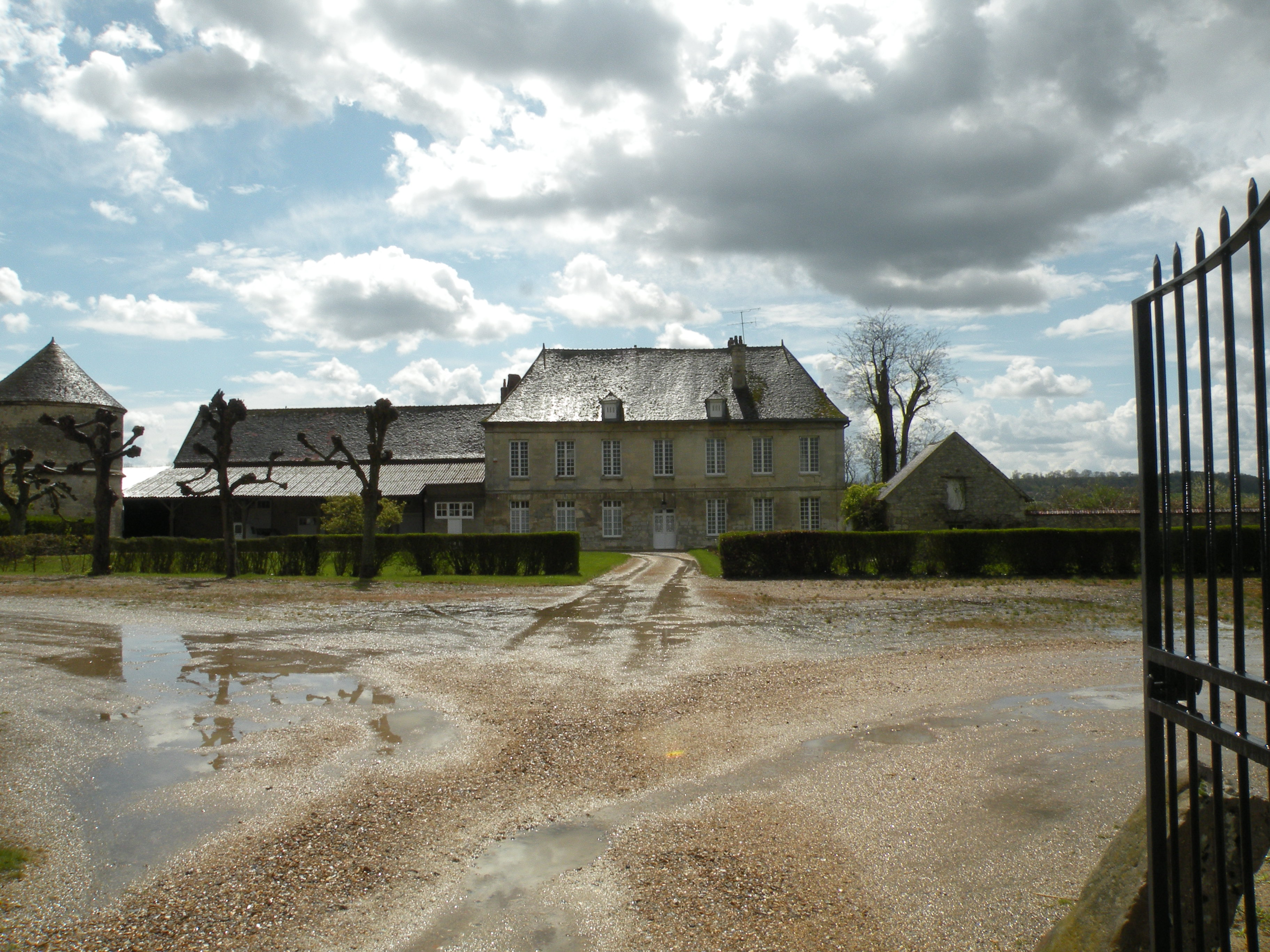
コマンドリーの農場
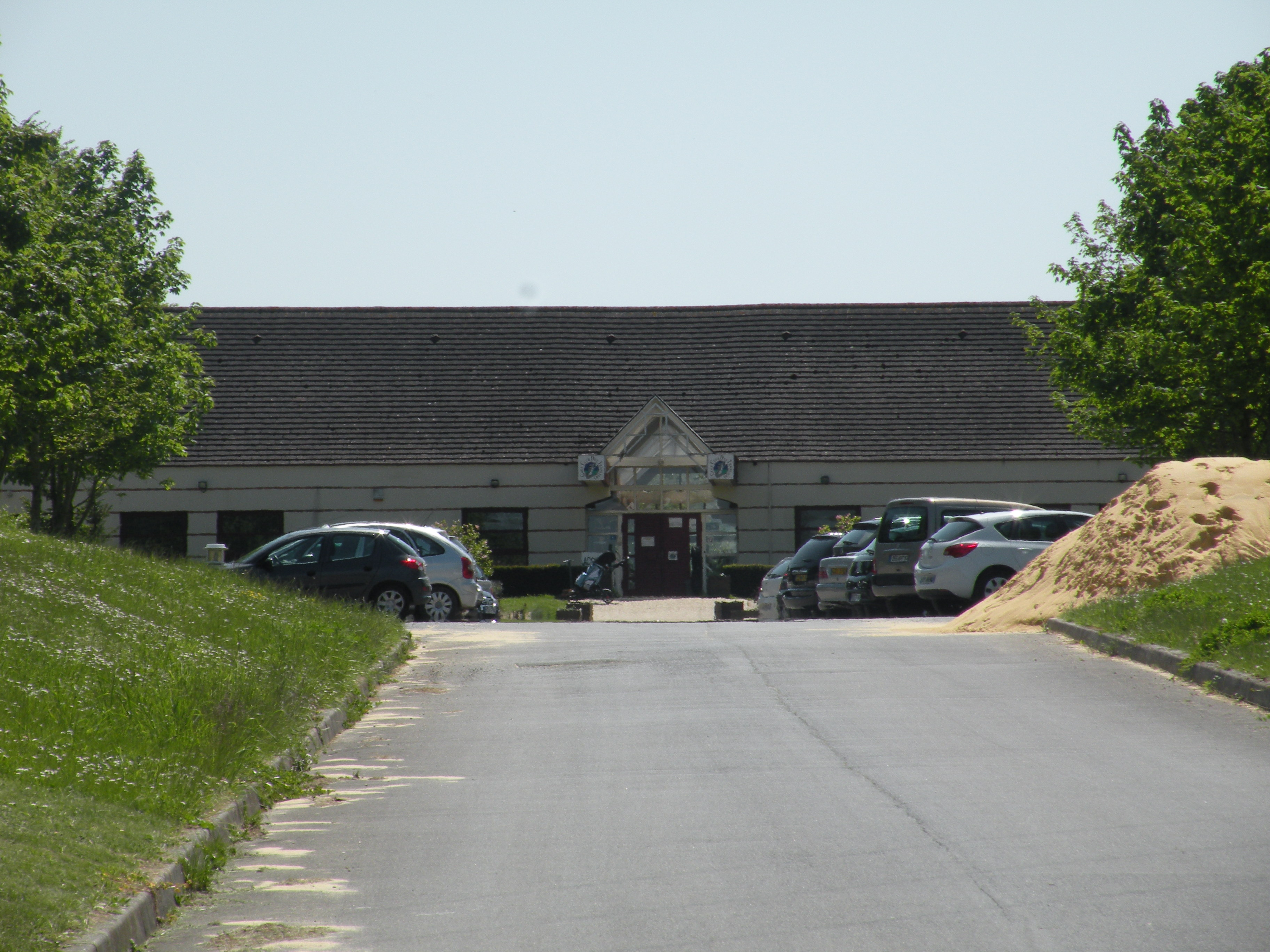
コマンドリー